# Euproctis ndalla
Euproctis ndalla är en fjärilsart som beskrevs av George Thomas Bethune-Baker 1911. Euproctis ndalla ingår i släktet Euproctis och familjen tofsspinnare. Inga underarter finns listade i Catalogue of Life.